# 데블레트 바흐첼리

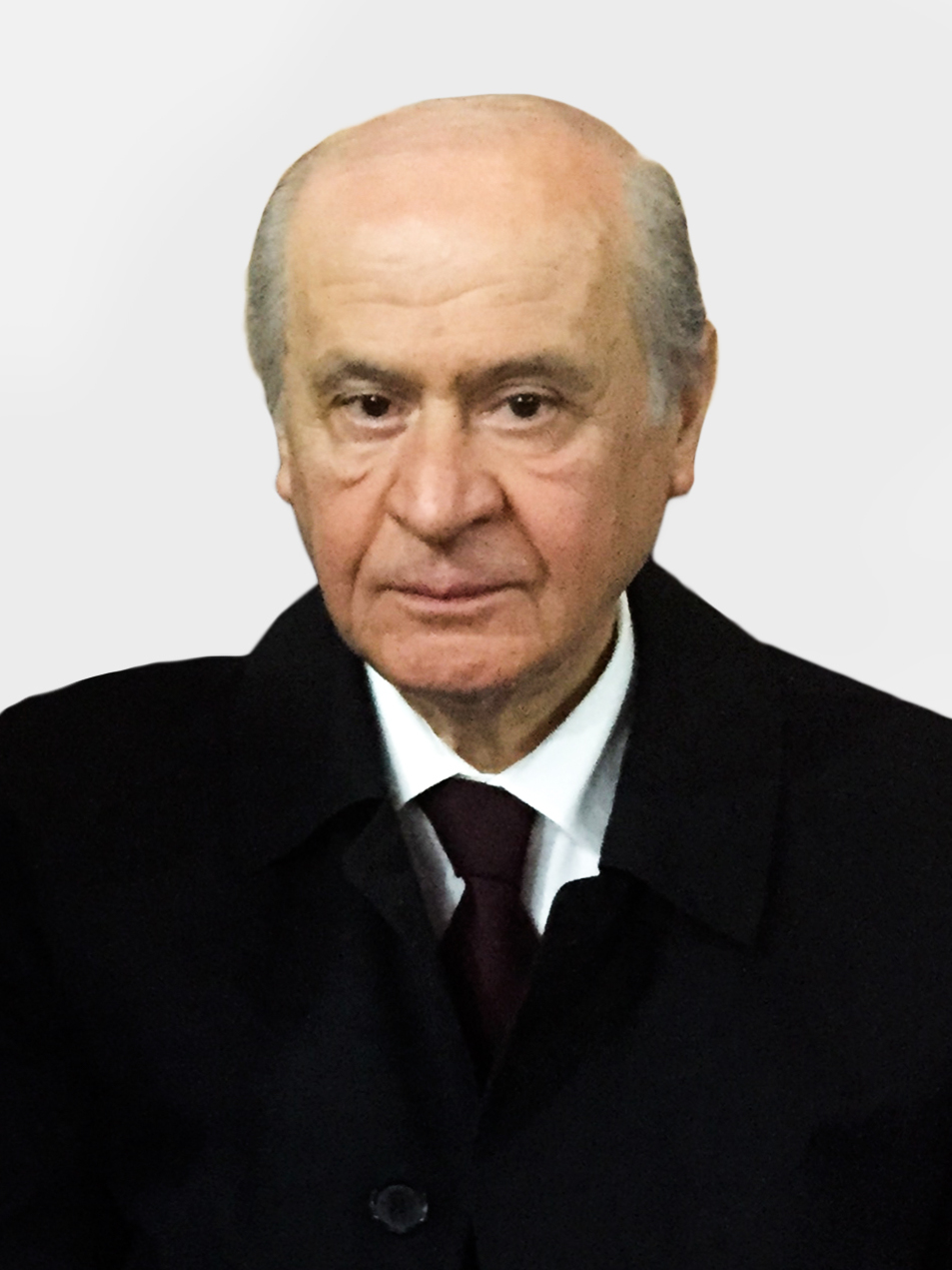
데블레트 바흐첼리

데블레트 바흐첼리(튀르키예어: Devlet Bahçeli, 1948년 1월 1일 ~ )는 튀르키예의 정치인으로 1997년 7월 6일 이래 민족주의자 운동당의 대표이다.
오스마니예주 바흐체 출신으로, 1987년까지 앙카라 가지 대학교에서 경제학과 박사 학위를 받았다. 1999년 5월부터 2002년 11월까지 뷜렌트 에제비트 내각에서 부총리를 지냈다. 2007년 7월 22일에 실시된 터키 총선거에서 오스마니예주 국회의원으로 당선되어 현재까지 터키 대국민의회 의원으로 재직 중이다.